# بو هينركسن
بو هينركسن (بالدنماركية: Bo Henriksen)‏ هو لاعب كرة قدم ومدرب كرة قدم دنماركي، ولد في 7 فبراير 1975 في روسكيلدا في الدنمارك. لعب مع آي بي في ونادي أودنسه ونادي بريستول روفيرز ونادي فالور ونادي فيكتوري ونادي هرفوليه.

## وصلات خارجية
- بو هينركسن على موقع قاعدة بيانات كرة القدم.إي يو (الإنجليزية)
- بو هينركسن على موقع Soccerbase.com (لاعب) (الإنجليزية)
- بو هينركسن على موقع Soccerway.com (الإنجليزية)
- بو هينركسن على موقع عالم كرة القدم.نت (الإنجليزية)